# 2006 en musique
| \| • Retour à la chronologie générale de la musique populaire • \| |
| XXIe siècle • XXe siècle • XIXe siècle • XVIIIe siècle XVIIe siècle • XVIe siècle • XVe siècle • XIVe siècle XIIIe siècle • XIIe siècle • XIe siècle • Xe siècle IXe siècle • VIIIe siècle • Haut Moyen Âge • Rome • Grèce |
| • Retour à la chronologie générale de la musique populaire • |

| • Retour à la chronologie générale de la musique populaire • |

| Années de la musique populaire : 2003 - 2004 - 2005 - 2006 - 2007 - 2008 - 2009    |
| Décennies de la musique populaire : 1970 - 1980 - 1990 - 2000 - 2010 - 2020 - 2030 |

Cet article présente les faits marquants de l'année 2006 en musique.

## Faits marquants

### En France
- 29 millions de singles (dont 11 millions en téléchargement légal) et 70 millions d'albums sont vendus en France en 2006[1].
- Premier succès de Christophe Willem (Sunny), Soprano (Moi j'ai pas) et Renan Luce (Les Voisines).
- Du 13 au 29 janvier, Mylène Farmer se produit durant 13 soirs à Bercy. Sa chanson L'amour n'est rien... est le titre le plus diffusé en Russie en 2006.
- Dans le cadre de son Flashback Tour, Johnny Hallyday fait le tour des salles parisiennes (Palais des Sports, Bercy, Zénith, Olympia et La Cigale).
- Première édition du Hellfest et de l'Europavox.

### Dans le monde
- Premier succès de Taylor Swift (Tim McGraw).
- Madonna crée à nouveau la polémique lors de son Confessions Tour, en apparaissant crucifiée sur scène.
- La tournée A bigger bang des Rolling Stones continue à travers le monde, et passe notamment par le Stade de France.
- Décès de James Brown.

## Disques sortis en 2006
- Albums sortis en 2006
- Singles sortis en 2006

## Succès de l'année en France (Singles)

### Chansons classées Numéro 1
Cette liste présente, par ordre chronologique, tous les titres s'étant classés à la première place du Top 50 et du Top Téléchargements durant l'année 2006.
- Madonna : Hung up
- Juanes : La camisa negra
- Amine : J'voulais
- Nolwenn Leroy : Nolwenn ohwo!
- Zucchero : Baila morena
- Pigloo : Le papa pingouin
- Les Enfoirés : Le temps qui court
- Diam's : La boulette (Génération nan nan)
- Rihanna : SOS
- Shakira & Wyclef Jean : Hips don't lie
- Pakito : Living on video
- Crazy Frog : We are the champions (Ding a dang dong)
- Gnarls Barkley : Crazy
- Cauet : Zidane y va marquer
- La Plage : Coup de boule
- Tribal King : Façon sex
- Bob Sinclar : Rock this party (Everybody dance now)
- Johnny Hallyday : La loi du silence
- Mylène Farmer & Moby : Slipping away (Crier la vie)
- Faf Larage : Pas le temps
- Faudel : Mon pays
- Cascada : Everytime we touch
- Fatal Bazooka : Fous ta cagoule

### Chansons francophones
Cette liste présente, par ordre alphabétique, tous les titres francophones s'étant classés parmi les 10 premières places du Top 50 et du Top Téléchargements, durant l'année 2006,.
- Amine : J'voulais
- Anaïs : Mon cœur, mon amour
- Bénabar : Le dîner
- Cauet : Zidane y va marquer
- Diam's : La boulette (Génération nan nan)
- Diam's : Jeune demoiselle
- Diam's & Vitaa : Confessions nocturnes
- Emmanuel Moire : Le sourire
- Faf Larage : Pas le temps
- Fatal Bazooka : Fous ta cagoule
- Faudel : Mon pays
- Fight Aids : L’or de nos vies
- Florent Pagny : Là où je t’emmènerai
- Johnny Hallyday : Mon plus beau Noël
- Johnny Hallyday, Ministère A.M.E.R. & Doc Gynéco : Le temps passe
- Johnny Hallyday : La loi du silence
- Johnny Hallyday : La quête
- Kamini : Marly-Gomont
- La Plage : Coup de boule
- Lââm : Le sang chaud
- Laurent Voulzy : Derniers baisers
- Le Roi Soleil : Ça marche
- Lemar & Justine : Time to grow (J’ai plus de mots)
- Les Enfoirés : Le temps qui court
- Lorie : Parti pour zouker
- Lucie Silvas & Grégory Lemarchal : Même si (What you’re made of)
- M. Pokora : De retour
- M. Pokora & Ricky Martin : It's Alright
- M. Pokora : Mal de guerre
- Magalie Vaé : Je ne suis qu’une chanson
- Magic System : C chô, ça brûle
- Marc Lavoine : Toi mon amour
- Mylène Farmer : Redonne-moi
- Mylène Farmer : L'amour n'est rien...
- Mylène Farmer : Peut-être toi
- Mylène Farmer & Moby : Slipping away (Crier la vie)
- Mylène Farmer : Avant que l'ombre...
- Myriam Abel : Donne
- Nâdiya : Tous ces mots
- Nâdiya : Roc
- Nâdiya : Amies-ennemies
- Najoua Belyzel : Gabriel
- Natasha St-Pier : Un ange frappe à ma porte
- Nolwenn Leroy : Nolwenn ohwo !
- Olivia Ruiz : J'traîne des pieds
- Pascal Obispo : Rosa
- Pascal Obispo & Melissa Mars : 1980
- Perle Lama : Emmène-moi avec toi
- Philippe Katerine : Louxor, j'adore
- Renaud : Les bobos
- Saya : Je pense à toi
- Sofiane : Briser mes chaînes
- Shy'm : Femme de couleur
- Superbus : Butterfly
- Tina Arena : Aimer jusqu'à l'impossible
- Tina Arena : Je m’appelle Bagdad
- Tribal King : Façon sex
- Yannick Noah : Donne-moi une vie

### Chansons non francophones
Cette liste présente, par ordre alphabétique, tous les titres non francophones s'étant classés parmi les 10 premières places du Top 50 et du Top Téléchargements, durant l'année 2006,.
- Amel Bent : Eye of the tiger
- Bob Sinclar : World, hold on
- Bob Sinclar : Rock this party (Everybody dance now)
- Cascada : Everytime we touch
- Cassie : Me & U
- Charlotte Gainsbourg : The songs that we sing
- Christina Aguilera : Hurt
- Christophe Willem : Sunny
- Crazy Frog : We are the champions (Ding a dang dong)
- Gnarls Barkley : Crazy
- James Blunt : Goodbye my lover
- James Blunt : No bravery
- Juanes : La camisa negra
- Juanes : A Dios le pido
- Justin Timberlake : SexyBack
- Justin Timberlake : My love
- Lily Allen : Smile
- Madonna : Hung up
- Madonna : Sorry
- Miguel Ángel Muñoz : Diras que estoy loco
- Muse : Starlight
- Nelly Furtado : Maneater
- Nelly Furtado : Promiscuous
- Orson : No tomorrow
- Pakito : Living on video
- Pakito : Moving on stereo
- Paolo Nutini : Last request
- Petey & Jadee : Na na na (Go clubbin’)
- Pink : Stupid girls
- Pink : Who knew
- Rihanna : SOS
- Rihanna : Unfaithful
- Robbie Williams : Tripping
- Sean Paul : Ever blazin’
- Sean Paul : Temperature
- Sean Paul : Never gonna be the same
- Shakira & Wyclef Jean : Hips don't lie
- Shana Tesh : Boum boum boum
- Simple Plan : Welcome to my life
- The Black Eyed Peas : Pump it
- The Black Eyed Peas : My humps
- The Pussycat Dolls & Will.i.am : Beep
- UPA Dance : Morenita
- Zucchero : Baila morena

### Chansons pour enfants
- Baby Hip Hop : On est là
- Bébé Lilly : Allô papy
- Bébé Lilly : Les bêtises
- Bébé Lilly : La jungle des animaux
- Bébé Lilly : Petit papa Noël
- Dora l'exploratrice : Youhou
- Dorothée : Hou la menteuse
- Ilona Mitrecey : Allô, allô
- Pigloo : Le papa pingouin
- Pigloo : Le ragga des pingouins
- Pigloo : Moi, j’aime skier !
- Titou Le Lapinou  : Le Titou
- Titou Le Lapinou  : Le coucou de Titou

## Succès de l'année en France (Albums)
Cette liste présente, par ordre alphabétique, les albums sortis en 2006 ayant obtenu une certification Platine ou Diamant en France.

### Disques de diamant (Plus de750 000ventes)
- Diam's : Dans ma bulle
- Laurent Voulzy : La septième vague
- Yannick Noah : Charango

### Triples disques de platine (Plus de600 000ventes)
- Renan Luce : Repenti
- Renaud : Rouge sang

### Doubles disques de platine (Plus de400 000ventes)
- Patrick Bruel : Des souvenirs devant
- Rose : Rose

### Disques de platine (Plus de200 000ventes)
- Abd al Malik : Gibraltar
- Ayọ : Joyful
- Ben Harper : Both sides of the gun
- Booba : Ouest side
- Florent Pagny : Abracadabra
- Françoise Hardy : Parenthèses
- Garou : Garou
- Johnny Hallyday : Flashback Tour : Palais des sports 2006
- Justin Timberlake : FutureSex/LoveSounds
- Keny Arkana : Entre ciment et belle etoile
- Michel Delpech : Michel Delpech &...
- Michel Sardou : Hors format
- Muse : Black Holes and Revelations
- Nâdiya : Nâdiya
- Pascal Obispo : Les Fleurs du bien
- Pink : I'm Not Dead
- Placebo : Meds
- Raphael : Live -  Résistance à la nuit
- Red Hot Chili Peppers : Stadium Arcadium
- Robbie Williams : Rudebox
- Shy'm : Mes fantaisies
- Sinik : Sang froid
- Sniper : Trait pour trait
- The Beatles : Love
- Tokio Hotel : Schrei

## Succès internationaux de l’année
Cette liste présente, par ordre alphabétique, les trente titres et albums ayant eu le plus de succès dans les charts internationaux en 2006,.

### Singles
- Akon : Smack That
- Beyonce : Irreplaceable
- Beyonce : Check on it
- Beyonce & Jay-Z : Déjà Vu
- Chris Brown & Juelz Santana : Run it!
- Christina Aguilera : Ain't No Other Man
- Christina Aguilera : Hurt
- Evanescence : Call Me When You're Sober
- Fergie : London Bridge
- Gnarls Barkley : Crazy
- Gwen Stefani : Wind it up
- Justin Timberlake : SexyBack
- Justin Timberlake : My Love
- Kelly Clarkson : Because of You
- Madonna : Sorry
- My Chemical Romance : Welcome to the Black Parade
- Ne-Yo : So sick
- Nelly Furtado & Timbaland : Promiscuous
- Nelly Furtado : All Good Things (Come to an End)
- Pink : Stupid girls
- Pink : U & Ur hand
- Red Hot Chili Peppers : Dani California
- Rihanna : SOS
- Rihanna : Unfaithful
- Scissor Sisters : I don't feel like dancin'
- Sean Paul : Temperature
- Shakira & Wyclef Jean : Hips Don't Lie
- Take That : Patience
- The Pussycat Dolls : Buttons
- U2 & Green Day : The Saints Are Coming

### Albums
- Akon : Konvicted
- Arctic Monkeys : Whatever People Say I Am, That's What I'm Not
- Audioslave : Revelations
- Beyonce : B'Day
- Bob Dylan : Modern Times
- Christina Aguilera : Back to Basics
- Dixie Chicks : Taking the long way
- Evanescence : The open door
- Fergie : The Dutchess
- Gnarls Barkley : St. Elsewhere
- High School Musical
- Iron Maiden : A matter of life & death
- Jack Johnson : Sing-A-Longs and Lullabies for the film Curious George
- Johnny Cash : American V: A Hundred Highways
- Justin Timberlake : FutureSex/LoveSounds
- Mary J Blige : The Breakthrough
- Muse : Black Holes and Revelations
- My Chemical Romance : The Black Parade
- Nelly Furtado : Loose
- Pink : I'm Not Dead
- Prince : 3121
- Red Hot Chili Peppers : Stadium Arcadium
- Robbie Williams : Rudebox
- Rod Stewart : Still the same...Great rock classics of our time
- Scissor Sisters : Ta-Dah
- Snow Patrol : Eyes open
- The Beatles : Love
- The Killers : Sam's Town
- Tool : 10,000 Days
- U2 : 18 singles

## Récompenses
- États-Unis : 49e édition des Grammy Awards
- États-Unis : American Music Awards 2006 (en)
- États-Unis : 2006 MTV Video Music Awards (en)
- États-Unis : 2006 Billboard Music Awards (en)
- Europe : 2006 MTV Europe Music Awards (en)
- Europe : Concours Eurovision de la chanson 2006
- France : 22e cérémonie des Victoires de la musique
- France : 8e edition des NRJ Music Awards
- Québec : 28e gala des prix Félix
- Royaume-Uni : Brit Awards 2006

## Formations et séparations de groupes
- Groupe de musique formé en 2006
- Groupe musical séparé en 2006

## Décès
- 6 janvier : Lou Rawls, chanteur américain de blues, jazz et soul.
- 17 janvier : Olive, leader du groupe rock français Lili Drop.
- 19 janvier : Wilson Pickett, chanteur américain de soul.
- 10 février : Jay Dee, producteur de hip-hop américain.
- 17 février : Ray Barretto, musicien américain de salsa et de latin jazz.
- 7 mars: Ali Farka Touré, musicien malien.
- 5 avril : Gene Pitney, chanteur et compositeur américain.
- 11 avril : Proof, rappeur du groupe D12.
- 6 juin : Billy Preston, pianiste, organiste, chanteur et acteur américain.
- 7 juillet : Syd Barrett, fondateur du groupe Pink Floyd.
- 8 juillet : Sabine Dünser, chanteuse du groupe de gothic metal Elis.
- 3 août : Arthur Lee, musicien américain du groupe Love.
- 23 août : Maynard Ferguson, musicien de jazz canadien.
- 10 novembre : Gerald Levert, chanteur américain.
- 23 novembre : Anita O'Day, chanteuse américaine de jazz.
- 14 décembre : Ahmet Ertegün, producteur américain, fondateur d'Atlantic Records.
- 25 décembre : James Brown, chanteur américain de soul.
- 27 décembre : Pierre Delanoë, parolier français.